# هاچاتالا
هاچاتالا (به لاتین: Haçatala) یک منطقه مسکونی در جمهوری آذربایجان است که در شهرستان قوسار واقع شده است. هاچاتالا  ۲۷۱ نفر جمعیت دارد.